# Croton guatemalensis
Espèce
Classification APG III (2009)
Croton guatemalensis est une espèce de plantes à fleurs du genre Croton et de la famille des Euphorbiaceae, présente du Mexique jusqu'en Amérique centrale.

## Synonymes
- Croton eluterioides Lotsy
- Croton pyriticus Croizat
- Croton wilburii McVaugh